# Jelašinovci
Jelašinovci (szerbül: Јелашиновци) szerb falu Bosznia-Hercegovinában, a Bosznia-hercegovinai Föderáció Una-Szanai kantonjában, Sanski Most községben.

## Fekvése
Bosznia-Hercegovina északnyugati részén, Bihácstól légvonalban 54, közúton 72 km-re keletre, Sanski Most központjától légvonalban 13, közúton 21 km-re délnyugatra, a Grmeč-hegység alatt, a Palanački polje karsztmező szélén fekszik. 

## Népessége
| Nemzetiségi csoport | Népesség 1991 | Népesség 2013 |
| ------------------- | ------------- | ------------- |
| Szerb               | 591           | 82            |
| Bosnyák             | 0             | 0             |
| Horvát              | 0             | 0             |
| Jugoszláv           | 1             | 0             |
| Egyéb               | 5             | 0             |
| Összesen            | 597           | 82            |

## Története
A régészeti leletek tanúsága szerint területén már az őskortól fogva élnek emberek. A falu határának északi szélén egy kisebb, mintegy egy hektáros alapterületű magaslat hosszúkás platóján, a „Kalaura” lelőhelyen az őskorban és a késő ókorban használt erődímény maradványai találhatók. Ennek tetején van egy Vrščić nevű domb, amelyen habarcsban rakott kőfalak romjai állnak. Jelašinovac felett keletre, egy 731 méteres magaslaton, a „Gradina” nevű lelőhelyen valószínűleg őskori erődített település állt.
Jelašinovci a török korban fontos útmenti település volt. Itt vezetett át a Ključból Krupa és Bihács felé vezető karavánút. Az 1875-1878 közötti törökellenes felkelés során 1876. március közepén jelentek meg az első felkelők a Grmeč-hegységben, ahonnan elkezdték zaklatni a környező lakosságot, szerbeket és muzulmánokat egyaránt. Valószínűleg ekkor égették fel a bég istállóit Jelašinovciban, miközben muszlim lakói családjukkal és kíséretükkel Stari Maidanra vagy Sanski Mostra menekültek. Aztán jött a szerb lakosság menekülése a Grmeč-hegység alatti falvakból. A hagyomány szerint a jelašinovciak menedékhelye a falu feletti erdőben, a Mrđa család háza fölött volt. Jelašinovciból 11 szerb paraszt vett részt a felkelésben.
A település 1878-ig volt az Oszmán Birodalom része, majd 1878-tól az Osztrák-Magyar Monarchia része lett. Az első osztrák-magyar népesség összeírás során 1879-ben 66 házat és 407 szerb lakost számláltak. 1910-ben Jelašinovcinak 860 lakosa volt. 1912-ben megalakult a helyi földműves szövetkezet, mely egészen 1941-ig, a német megszállásig működött. 1941-ben azok közé a falvak közé tartozott, ahol csak szerbek éltek.
1943. februárjában a német 7. SS-hadosztály a Grmeč-hegységben folytatott partizánellenes hadjárata során, ahol a 369. „Vražjo” hadosztály és más német csapatok a hivatalos adatok szerint több mint 3200 embert öltek meg és 2000-et hurcoltak koncentrációs táborba. Ennek során a megszállók kifosztották és felgyújtották az összes környékbeli falut. 1943. február 12-én és 13-án Jelašinovci faluban is gyilkoltak és gyújtogattak a nácik és az usztasák. Férfiak, nők, lányok és gyerekek nagy csoportjait házaikban és istállóikban mészárolták le. Csak a Đakov Grob és Plećine nevű réteken 43 falusi lakost, zömmel idős férfiakat, nőket, lányokat és gyerekeket végeztek ki. A nyolcéves Marko Srdić úgy maradt életben, hogy anyja, három fiú testvére és nővére teste védte meg a gyilkosoktól. Simo Kukolj családját is megölték, tíz éves lánya, Koviljka kivételével, aki hasonlóképpen maradt életben. A második világháború idején a falu 1059 lakosából 262-en estek áldozatul  (közülük 143 nőt és 69 férfit harc közben öltek meg). A boszniai háború idején a Sana hadművelet során szerb lakossága a szerb csapatokkal együtt elmenekült a támadó bosnyák csapatok elől és közülük a többség nem tért vissza. 2013-ban a településnek már csak 82 állandó lakosa volt.

## Nevezetességei
- Kalaura – egy régészeti lelőhely Jelašinovciban, egy dombon a falu északi részén, melynek tetején van egy Vrščić nevű domb. Az emberek erről a helyről legendákat beszélnek, miszerint ott egy templom van eltemetve és eltemetett aranypénzek is vannak ott. Ennek az a valóság alapja, hogy 1879-ben körülbelül 60 kg római bronzérmét találtak itt, melyek Konstantin császár és utódai érmei voltak. A második világháború alatt Mirko Stanić több érmét és kerámiatöredéket talált ezen a helyen, és elküldte a szarajevói Nemzeti Múzeumba. Dimitrije Sergijevski megállapította, hogy ezek i.sz. 4. századi érmék, a kerámiatöredékek pedig a bronzkorból származnak. Mindez megerősíti, hogy ezen a helyen az őskorban és később is település volt. A lelőhelyet azonban régészetileg még nem tárták fel. A pénzleletek ma a szarajevói Nemzeti Múzeum numizmatikai gyűjteményében találhatók.[6][4]

- Gradina – régészeti lelőhely Jelašinovac felett keletre, egy 731 méteres magaslaton, valószínűleg őskori erődített település maradványaival. A lelőhelyet régészetileg még nem tárták fel.[4]

- A falu pravoszláv fatemploma 1885-ben épült.